# Enrique Adolfo Jiménez Brin
Enrique Adolfo Jiménez Brin (* 1888; † 28. April 1970) war der 22. Staatspräsident von Panama.
Enrique Jiménez, zuvor bereits von 1920 bis 1932 Vizepräsident seines Landes, übernahm am 15. Juni 1945 als Nachfolger von Ricardo Adolfo de la Guardia Arango das Amt des Staatspräsidenten. Er behielt dieses Amt bis zum 7. August 1948. Sein Nachfolger wurde Domingo Díaz Arosemena. Vor seiner politischen Laufbahn hatte Jiménez unter anderem das Amt des panamaischen Botschafters in Washington ausgeübt.